# Улица Маза Сколас
Улица Ма́за Ско́лас (латыш. Mazā Skolas iela, Малая Школьная улица) — короткая тупиковая улица в Риге, в историческом районе Старый город. Ведёт от улицы Паласта в сторону улицы Яуниела. Длина улицы — 39 метров.

## История
Сложилась во 2-й половине XVI века на территории бывших владений католического Домского монастыря. Название Малая Школьная получила по Домской школе, которая с 1-й половины XIII до середины XIX века располагалась в одном из корпусов монастыря.

## Достопримечательности
- Одну сторону улицы занимает Музей истории Риги и мореходства.

## Улица в кинематографе
На улице снимался ряд сцен телесериала «Приключения Шерлока Холмса и доктора Ватсона».